# Baizhang, Fujian
Baizhang (kinesiska: 白樟) är en köping i sydöstra Kina. Den ligger i Minqing härad i provinshuvudstaden Fuzhou i provinsen Fujian, omkring 51 kilometer väster om centrala Fuzhou. Antalet invånare är 14 659. Befolkningen består av 7 099 kvinnor och 7 560 män. Barn under 15 år utgör 17,0 %, vuxna 15-64 år 72 %, och äldre över 65 år 10,0 %.